# Astorga
Astorga ist eine Stadt in der Provinz León in der Autonomen Gemeinschaft Kastilien-León im Nordwesten Spaniens. Sie ist Bischofssitz des Bistums Astorga und eine der größten Diözesen Spaniens. Zur Gemeinde gehören auch die Weiler (pedanías) Castrillo de los Polvazares, Murias de Rechivaldo, Santa Catalina de Somoza und Valdeviejas.

## Lage und Klima
Historisch gesehen entwickelte sich Astorga am Schnittpunkt wichtiger Verkehrswege, deren wichtigste als Camino Francés (Ost–West) und Vía de la Plata (Nord–Süd) bekannt sind. Heute liegt Astorga etwa 50 km südwestlich der Provinzhauptstadt León in einer Höhe von ca. 870 m am Fuß der Montes de León, die im Peña de Teleno, ca. 20 km westlich der Stadt, 2188 m Höhe erreichen. Astorga ist Hauptort der Comarca Maragatería. Etwa 1,5 km östlich der Stadt fließt der Río Tuerto. Das Klima ist gemäßigt bis warm; Regen (ca. 605 mm/Jahr) fällt hauptsächlich im Winterhalbjahr.

## Bevölkerungsentwicklung
| Jahr      | 1857  | 1900  | 1950  | 2000   | 2021   |
| Einwohner | 4.804 | 5.573 | 9.916 | 12.377 | 10.553 |

Der stetige Bevölkerungsanstieg seit der Mitte des 19. Jahrhunderts ist im Wesentlichen auf den Zuzug von Menschen aus den Dörfern in der Umgebung zurückzuführen (Landflucht).

## Wirtschaft
Obwohl auch heute noch Teile des Gemeindegebietes landwirtschaftlich genutzt werden, ist Astorga in erster Linie eine kleine Handels- und Dienstleistungsstadt für die westlich gelegene Region der Maragatería und für andere Gemeinden im Umland. Daneben sind auch die Herstellung von Süßwaren sowie der Pilger- und Besuchertourismus von großer Bedeutung.

## Geschichte

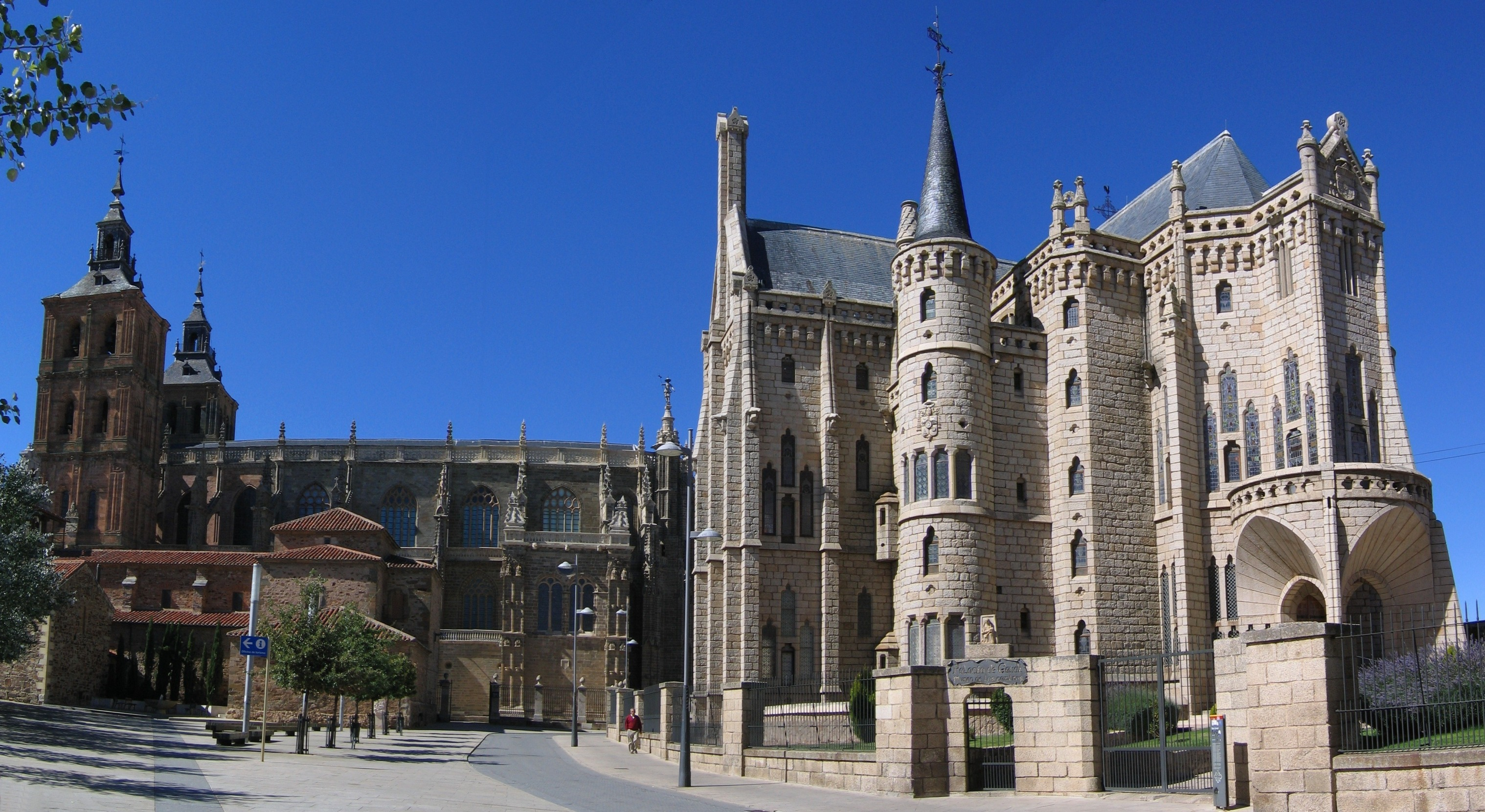
Kathedrale von Astorga (links) und Bischofspalast (rechts)

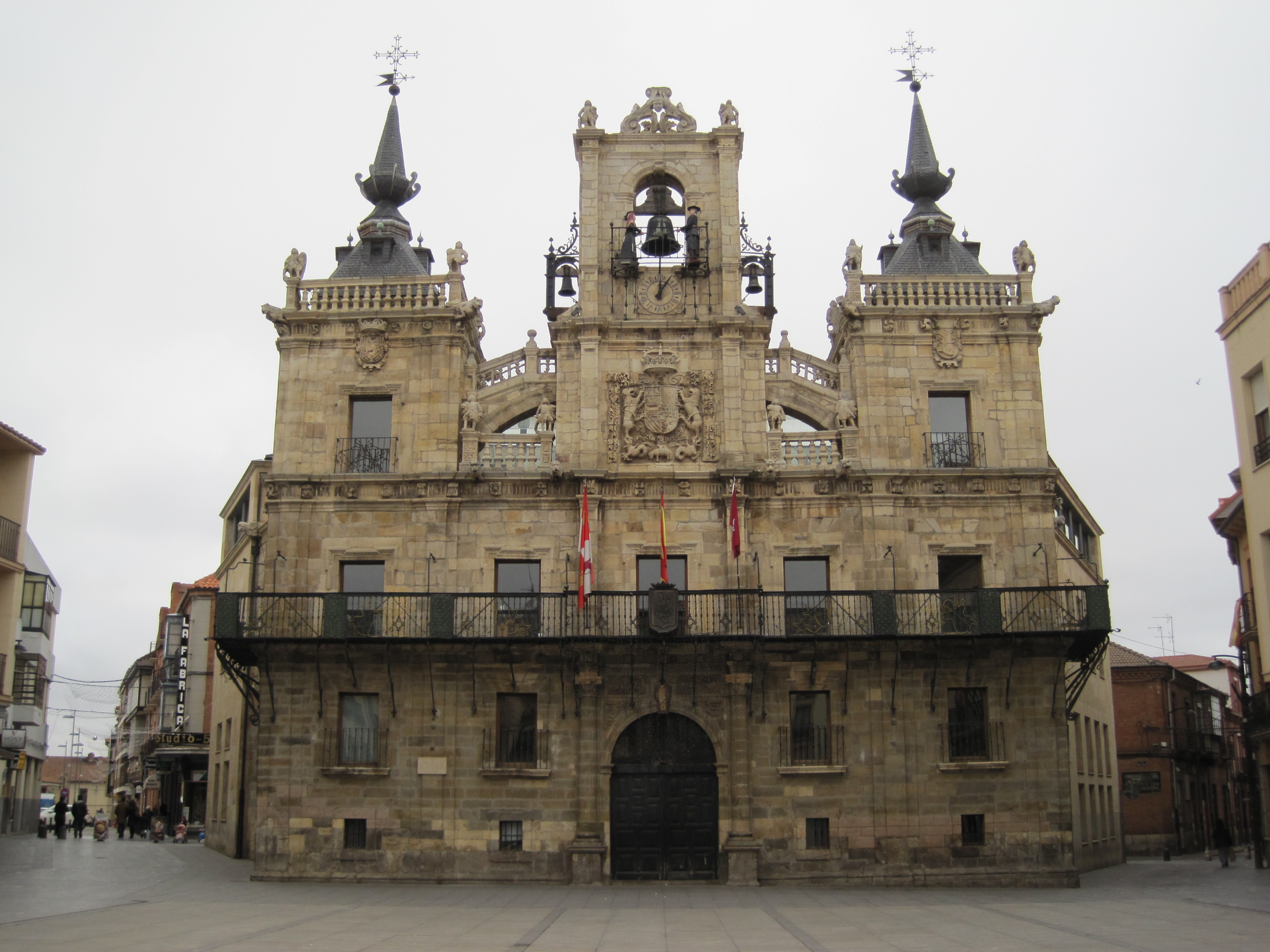
Rathaus

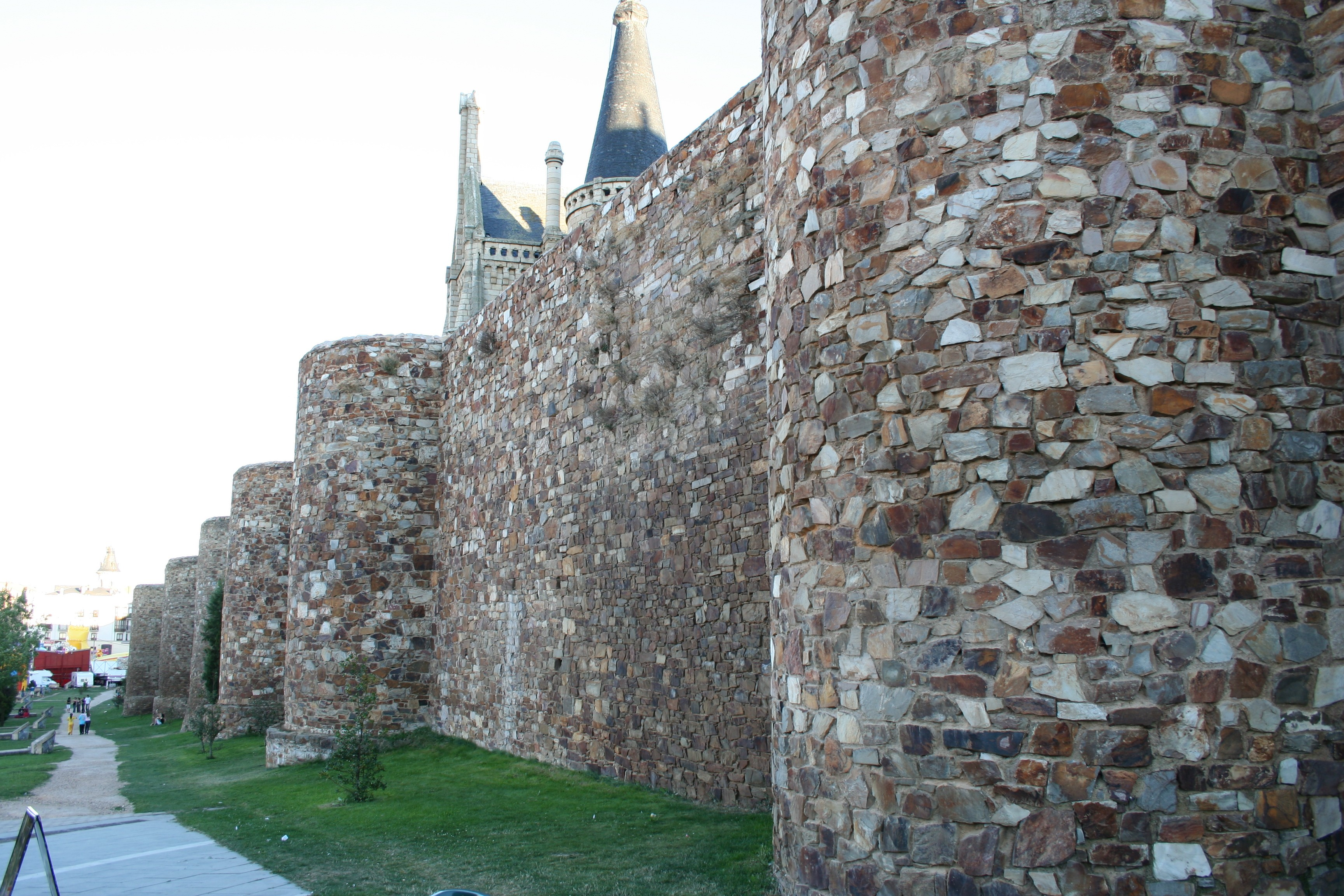
Stadtmauer

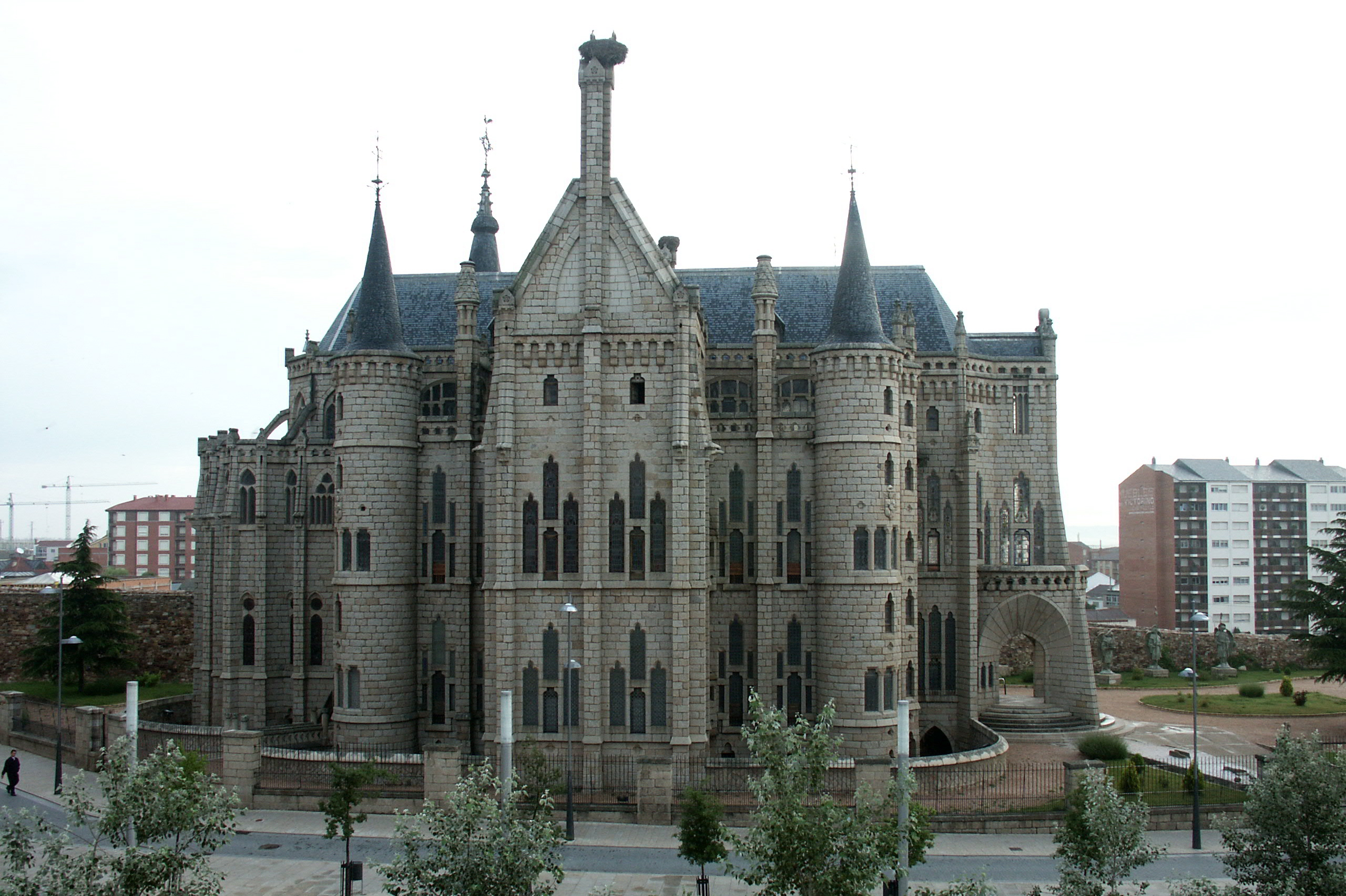
Bischofspalast von Gaudí

Der Ort kam mit der Unterwerfung der keltiberischen Asturer durch die Römer im Jahr 17 v. Chr. zum Römischen Reich; die Römer nannten den Ort Asturica Augusta und stationierten hier zeitweise eine Legion. Sie machten es zum wichtigsten Verwaltungszentrum im Nordwesten der Iberischen Halbinsel und beuteten von hier aus die Goldvorkommen in den Montes de León und im Bierzo (Las Médulas) aus. Mit den sich verringernden Golderträgen ging auch das römische Astorga nieder. In der Völkerwanderungszeit wurde die Stadt von den heidnischen Sueben besetzt; unter den arianischen, später katholischen Westgoten trat die Bevölkerung zum Christentum über. Anfang des 8. Jahrhunderts wurde auch Astorga, wie der Großteil der Iberischen Halbinsel, von den Mauren erobert, doch gelang es bereits Alfons I., dem König von Asturien, die Stadt im Rahmen der Reconquista im Jahr 753 einzunehmen. Um 850 wurde wieder ein Bischofssitz eingerichtet, und mit der zunehmenden Popularität der Wallfahrt nach Santiago de Compostela profitierte auch Astorga von seiner Lage am Jakobsweg; im 15. Jahrhundert entstand eine neue Kathedrale.

## Sehenswürdigkeiten
Als Zeugnisse der römischen Epoche können eine teilweise ausgegrabene römische Villa, Teile der Stadtmauer, das sogenannte „Arbeitshaus“ Ergastula im Museo Romano, die partiellen Ausgrabungen des römischen Forums, der Tempel des Augustus, die Thermen und die Kanalisation besichtigt werden.
Hauptsehenswürdigkeiten sind jedoch die Kathedrale Santa Maria aus dem 15. Jahrhundert und der neogotische Bischofspalast von Antoni Gaudí, begonnen 1889 und 1913 nach zwanzigjähriger Unterbrechung von Ricardo García Guereta vollendet. Er beherbergt heute das Museo de los Caminos (Museum des Jakobswegs). Das Rathaus ist in einem Palast des 17. Jahrhunderts untergebracht. An der Rathausuhr schlagen zwei Figuren in der lokalen Tracht der Maragatos die Stunden.

## „Schmeckenswürdigkeiten“
In Astorga existiert eine lange Tradition der Süßwarenherstellung. Wegen des geringen Ertrages der steinigen Äcker in der Maragatería bestritten viele Bewohner dieser Gegend ihren Lebensunterhalt als Fuhrleute. Begünstigt wurde das durch Astorgas Lage an der Straße zwischen Madrid und den galicischen Häfen, von denen Waren aus den Kolonien in die Hauptstadt transportiert wurden. Auf diese Art kam Astorga mit Kakao und Zucker in Berührung. In der Stadt entwickelten sich bald Süßwarenmanufakturen, die mit einsetzender Industrialisierung nicht mehr konkurrenzfähig waren. Astorga ist jedoch immer noch berühmt für seine
- Schokolade, in vielen Variationen hergestellt,
- Hojaldres, einem Blätterteiggebäck und
- Mantecados, einem feinen Butterschmalzgebäck.

Im Schokoladenmuseum Museo de Chocolate kann man sich über deren Geschichte in Astorga informieren und verschiedene Schokoladen probieren. Hojaldres und Mantecados werden in vielen Bäckereien und Geschäften angeboten.

## Städtepartnerschaften
- Braga, Portugal (Kooperationsabkommen seit 2014)
- Moissac, Frankreich

## Persönlichkeiten
- Turibius von Astorga (um 402–um 460/476), Bischof von Astorga seit 444 und Heiliger der Römisch-katholischen Kirche
- Gennadius von Astorga (um 865–um 936), Bischof von Astorga in den Jahren 899 bis 920 und Heiliger
- Manuel García Prieto (1859–1938), Politiker und mehrmaliger kurzzeitiger Ministerpräsident Spaniens in den Jahren 1912 bis 1923
- José Luis Martín Descalzo (1930–1991), Priester und mit dem Nadal-Literaturpreis ausgezeichneter Dichter
- Juan Antonio Menéndez Fernández (1957–2019), römisch-katholischer Bischof von Astorga
- Felipe Miñambres (* 1965), Fußballspieler, -trainer und Funktionär